# Beccari's patrijsduif
De Beccari's patrijsduif (Pampusana beccarii) is een vogel uit de familie van de duiven van het geslacht Pampusana (eerder ook wel: Alopecoenas). Deze vogel is genoemd naar de Italiaanse botanicus Odoardo Beccari.

## Verspreiding en leefgebied
Deze soort komt voor in Nieuw-Guinea, de Bismarck-archipel en de Salomonseilanden en telt zeven ondersoorten:
- P. b. beccarii: de bergen van Nieuw-Guinea.
- P. b. johannae: de Bismarck-archipel (Karkar, Lavongai, New Ireland en New Britain).
- P. b. eichhorni: Sint-Matthias-eilanden (Mussau en Emirau).
- P. b. admiralitatis: het eiland Manus.
- P. b. intermedia: de westelijke Salomonseilanden (Bougainville, Gizo en New Georgia-eilanden).
- P. b. solomonensis: de oostelijke Salomonseilanden (Guadalcanal, Makira, Santa Ana en Rennell).
- P. b. masculina: Nissan (noordoostelijk van de Bismarck-archipel)